# Präfektur Miyazaki

Karte der Präfektur Miyazaki
(kreisfreie Städte rosa,
kreisangehörige Gemeinden gelb,
Gemeinden grün)

Die Präfektur Miyazaki (jap. 宮崎県, Miyazaki-ken) ist eine der 47 Präfekturen Japans. Sie liegt in der Region Kyūshū im Osten der Insel Kyūshū. Der Verwaltungssitz der Präfektur ist die chūkakushi („Kernstadt“) Miyazaki.

## Geografie und Lage
Die Präfektur erstreckt sich zwischen 31 Grad 21 Minuten 39 Sekunden und 32 Grad 50 Minuten 20 Sekunden nördliche Breite sowie 130 Grad 42 Minuten 12 Sekunden und 131 Grad 53 Minuten 9 Sekunden östlicher Länge.
Die Präfektur Miyazaki ist nach Kagoshima die flächenmäßig die zweitgrößte (18,3 %) der Region Kyūshū, hat aber (vor Saga) die zweitniedrigste Bevölkerungszahl (8,5 %) und die geringste Bevölkerungsdichte (etwa 140 Einwohner je Quadratkilometer).

## Verwaltungsgliederung
Die Präfektur gliedert sich seit März 2010 in neun kreisfreie Städte (Shi) sowie 14 (kreisangehörige/Klein-) Städte (Chō) und drei Dörfer (Son). Letztere sind in sechs Landkreisen (Gun) organisiert.
Nach der Einführung der heutigen Gemeindeformen bestanden 1889 genau 100 Gemeinden, davon keine kreisfreie Stadt. Am Jahresende 2005 waren es 44 Gemeinden, davon 9 kreisfreie Städte.
In untenstehender Tabelle sind die Landkreise (郡) kursiv dargestellt, darunter jeweils (eingerückt) die Kleinstädte (町) sowie die Dörfer (村) innerhalb selbiger. Eine Abhängigkeit zwischen Landkreis und Kleinstadt ist auch an den ersten drei Stellen des Codes (1. Spalte) ersichtlich. Am Anfang der Tabelle stehen die kreisfreien Städte.
| Code               | Name                | Name     | Fläche (in km²) | Bevölkerung     | Bevölkerungs- dichte (Ew./km²) |        |
| Code               | Rōmaji              | Kanji    | 01.10.2017      | 1. Oktober 2018 | 1. Oktober 2015                |        |
| ------------------ | ------------------- | -------- | --------------- | --------------- | ------------------------------ | ------ |
| 45201              | Miyazaki-shi        | 宮崎市   | 643,67          | 398.841         | 401.138                        | 623,20 |
| 45202              | Miyakonojō-shi      | 都城市   | 653,36          | 161.968         | 165.029                        | 252,59 |
| 45203              | Nobeoka-shi         | 延岡市   | 868,02          | 120.696         | 125.159                        | 144,19 |
| 45204              | Nichinan-shi        | 日南市   | 536,11          | 51.781          | 54.090                         | 100,89 |
| 45205              | Kobayashi-shi       | 小林市   | 562,95          | 44.581          | 46.221                         | 82,10  |
| 45206              | Hyūga-shi           | 日向市   | 336,94          | 60.559          | 61.761                         | 183,30 |
| 45207              | Kushima-shi         | 串間市   | 295,16          | 17.775          | 18.779                         | 63,62  |
| 45208              | Saito-shi           | 西都市   | 438,79          | 29.569          | 30.683                         | 69,93  |
| 45209              | Ebino-shi           | えびの市 | 282,93          | 18.473          | 19.538                         | 69,06  |
| 45340              | Kitamorokata-gun    | 北諸県郡 | 110,02          | 25.420          | 25.404                         | 230,90 |
| 45341              | Mimata-chō          | 三股町   | 110,02          | 25.420          | 25.404                         | 230,90 |
| 45360              | Nishimorokata-gun   | 西諸県郡 | 85,39           | 8.859           | 9.300                          | 108,91 |
| 45361              | Takaharu-chō        | 高原町   | 85,39           | 8.859           | 9.300                          | 108,91 |
| 45380              | Higashimorokata-gun | 東諸県郡 | 225,82          | 25.970          | 26.951                         | 119,35 |
| 45382              | Kunitomi-chō        | 国富町   | 130,63          | 18.859          | 19.606                         | 150,09 |
| 45383              | Aya-chō             | 綾町     | 95,19           | 7.111           | 7.345                          | 77,16  |
| 45400              | Koyu-gun            | 児湯郡   | 715,03          | 68.921          | 71.218                         | 99,60  |
| 45401              | Takanabe-chō        | 高鍋町   | 43,80           | 20.368          | 21.025                         | 480,02 |
| 45402              | Shintomi-chō        | 新富町   | 61,53           | 16.780          | 17.373                         | 282,35 |
| 45403              | Nishimera-son       | 西米良村 | 271,51          | 1.040           | 1.089                          | 4,01   |
| 45404              | Kijo-chō            | 木城町   | 145,96          | 5.090           | 5.231                          | 35,84  |
| 45405              | Kawaminami-chō      | 川南町   | 90,12           | 15.474          | 16.109                         | 178,75 |
| 45406              | Tsuno-chō           | 都農町   | 102,11          | 10.169          | 10.391                         | 101,76 |
| 45420              | Higashiusuki-gun    | 東臼杵郡 | 1.294,21        | 26.872          | 28.210                         | 21,80  |
| 45421              | Kadogawa-chō        | 門川町   | 120,52          | 17.651          | 18.183                         | 150,87 |
| 45429              | Morotsuka-son       | 諸塚村   | 187,56          | 1.600           | 1.739                          | 9,27   |
| 45430              | Shiiba-son          | 椎葉村   | 537,29          | 2.627           | 2.808                          | 5,23   |
| 45431              | Misato-chō          | 美郷町   | 448,84          | 4.994           | 5.480                          | 12,21  |
| 45401              | Nishiusuki-gun      | 西臼杵郡 | 686,93          | 19.588          | 20.588                         | 29,97  |
| 45441              | Takachiho-chō       | 高千穂町 | 237,54          | 12.205          | 12.755                         | 53,70  |
| 45442              | Hinokage-chō        | 日之影町 | 277,67          | 3.751           | 3.946                          | 14,21  |
| 45443              | Gokase-chō          | 五ヶ瀬町 | 171,73          | 3.632           | 3.887                          | 22,63  |
| Präfektur Miyazaki | Präfektur Miyazaki  | 宮崎県   | 7735,32         | 1.079.873       | 1.104.069                      | 142,73 |

## Größte Orte
| Census-Jahr | Einwohner | Einwohner | Einwohner | Einwohner |
| Census-Jahr | 2015      | 2010      | 2005      | 2000      |
| ----------- | --------- | --------- | --------- | --------- |
| Miyazaki    | 401.138   | 400.583   | 310.123   | 305.755   |
| Miyakonojo  | 165.029   | 169.602   | 133.062   | 131.922   |
| Nobeoka     | 125.159   | 131.182   | 121.635   | 124.761   |
| Nichinan    | 54.090    | 57.689    | 44.227    | 45.998    |
| Kobayashi   | 46.221    | 48.270    | 38.923    | 40.346    |
| Hyūga       | 61.761    | 63.223    | 58.666    | 58.996    |
| Kushima     | 18.779    | 20.453    | 22.118    | 23.647    |
| Saito       | 30.683    | 32.614    | 34.087    | 35.381    |
| Ebino       | 19.538    | 21.606    | 23.079    | 24.906    |

Seit 1999 wurden keine kreisfreien Städte gegründet.

## Bevölkerungsentwicklung der Präfektur
| Census- Jahr | Gesamt- Bevölkerung | männliche Bevölkerung | weibliche Bevölkerung | Geschlechter- verhältnis Männer auf 1000 Frauen | Fläche in km² | Bevölkerungs- dichte Einw. je km² |
| ------------ | ------------------- | --------------------- | --------------------- | ----------------------------------------------- | ------------- | --------------------------------- |
| 1920         | 651.097             | 326.610               | 324.487               | 1007                                            | 7738,30       | 84,1                              |
| 1925         | 691.094             | 348.088               | 343.006               | 1015                                            | 7738,30       | 89,3                              |
| 1930         | 760.467             | 383.128               | 377.339               | 1015                                            | 7738,30       | 98,3                              |
| 1935         | 824.431             | 416.082               | 408.349               | 1019                                            | 7738,85       | 106,5                             |
| 1940         | 840.357             | 417.180               | 423.177               | 986                                             | 7738,85       | 108,6                             |
| 1945         | 913.687             | 426.201               | 487.486               | 874                                             | 7738,85       | 118,1                             |
| 1950         | 1.091.427           | 535.107               | 556.320               | 962                                             | 7744,04       | 140,9                             |
| 1955         | 1.139.384           | 559.771               | 579.613               | 966                                             | 7732,51       | 147,4                             |
| 1960         | 1.134.590           | 552.285               | 582.305               | 948                                             | 7732,51       | 146,7                             |
| 1965         | 1.080.692           | 517.235               | 563.457               | 918                                             | 7732,62       | 139,8                             |
| 1970         | 1.051.105           | 498.065               | 553.040               | 901                                             | 7734,02       | 135,9                             |
| 1975         | 1.085.055           | 515.236               | 569.819               | 904                                             | 7734,18       | 140,3                             |
| 1980         | 1.151.587           | 550.207               | 601.380               | 915                                             | 7734,20       | 148,9                             |
| 1985         | 1.175.543           | 558.355               | 617.188               | 905                                             | 7734,77       | 152,0                             |
| 1990         | 1.168.907           | 551.524               | 617.383               | 893                                             | 7733,20       | 151,2                             |
| 1995         | 1.175.819           | 556.245               | 619.574               | 898                                             | 7733,66       | 152,0                             |
| 2000         | 1.170.007           | 552.160               | 617.847               | 894                                             | 7734,40       | 151,3                             |
| 2005         | 1.153.042           | 542.113               | 610.929               | 887                                             | 7734,77       | 149,1                             |
| 2010         | 1.135.233           | 533.035               | 602.198               | 885                                             | 7735,99       | 146,8                             |
| 2015         | 1.104.069           | 519.242               | 584.827               | 888                                             | 7735,31       | 142,7                             |

## Politik
- Kenmin rengō Miyazaki („Präfekturbürgerbund Miyazaki“; KDP): 4
- Ein-Mitglied-Fraktionen (darunter KPJ, LDP Dōshikai): 8
- Kōmeitō: 4
- LDP: 23

Gouverneur von Miyazaki ist seit Januar 2011 Shunji Kōno, zuvor Vizegouverneur unter seinem Vorgänger, dem Ex-Komiker Hideo Higashikokubaru. Bei der Gouverneurswahl im Dezember 2022 wurde Kōno von Higashikokubaru herausgefordert, der zwischenzeitlich unter anderem Ishin-Abgeordneter im Nationalparlament gewesen war, blieb aber unterstützt von den großen Parteien (LDP, KDP, Kōmeitō, SDP) mit 51,5 % der Stimmen zu 46,9 % siegreich. Das Präfekturparlament hat regulär 39 Mitglieder aus 14 Wahlkreisen. Es wurde bei den einheitlichen Regionalwahlen im April 2023 neu gewählt. Die Liberaldemokratische Partei (LDP) blieb mit 24 Sitzen stärkste Kraft, KDP und Kōmeitō gewannen jeweils vier Sitze.
Im nationalen Parlament ist Miyazaki mit drei direkt gewählten Abgeordneten im Shūgiin und mit zwei im Sangiin vertreten. Die direkt gewählte Delegation der Präfektur ins nationale Parlament besteht nach den Wahlen 2019, 2022 und 2024 derzeit (Stand: November 2024) aus:
- Shūgiin
  - Wahlkreis 1: Sō Watanabe (KDP, 2. Amtszeit), vorher Abgeordneter im Präfekturparlament von Miyazaki,
  - Wahlkreis 2: Taku Etō (LDP, 8. Amtszeit), seit 2024 zum zweiten Mal Landwirtschaftsminister,
  - Wahlkreis 3: Yoshihisa Furukawa (LDP, 8. Amtszeit), 2021–22 Justizminister,
- Sangiin
  - bis 2028: Shinpei Matsushita (LDP, 4. Amtszeit), 2004 noch als Unabhängiger knapp gegen LDP-Amtsinhaber Mitsuhiro Uesugi gewählt, 2008 Mitgründer des Kaikaku Club, zur Wahl 2010 der LDP beigetreten, 2022 mit 48 % der Stimmen wiedergewählt,
  - bis 2025: Makoto Nagamine (LDP, 2. Amtszeit), ehemaliger Bürgermeister von Miyakonojō.

Miyazaki gehört zu den finanzschwächeren Präfekturen.

## Galerie

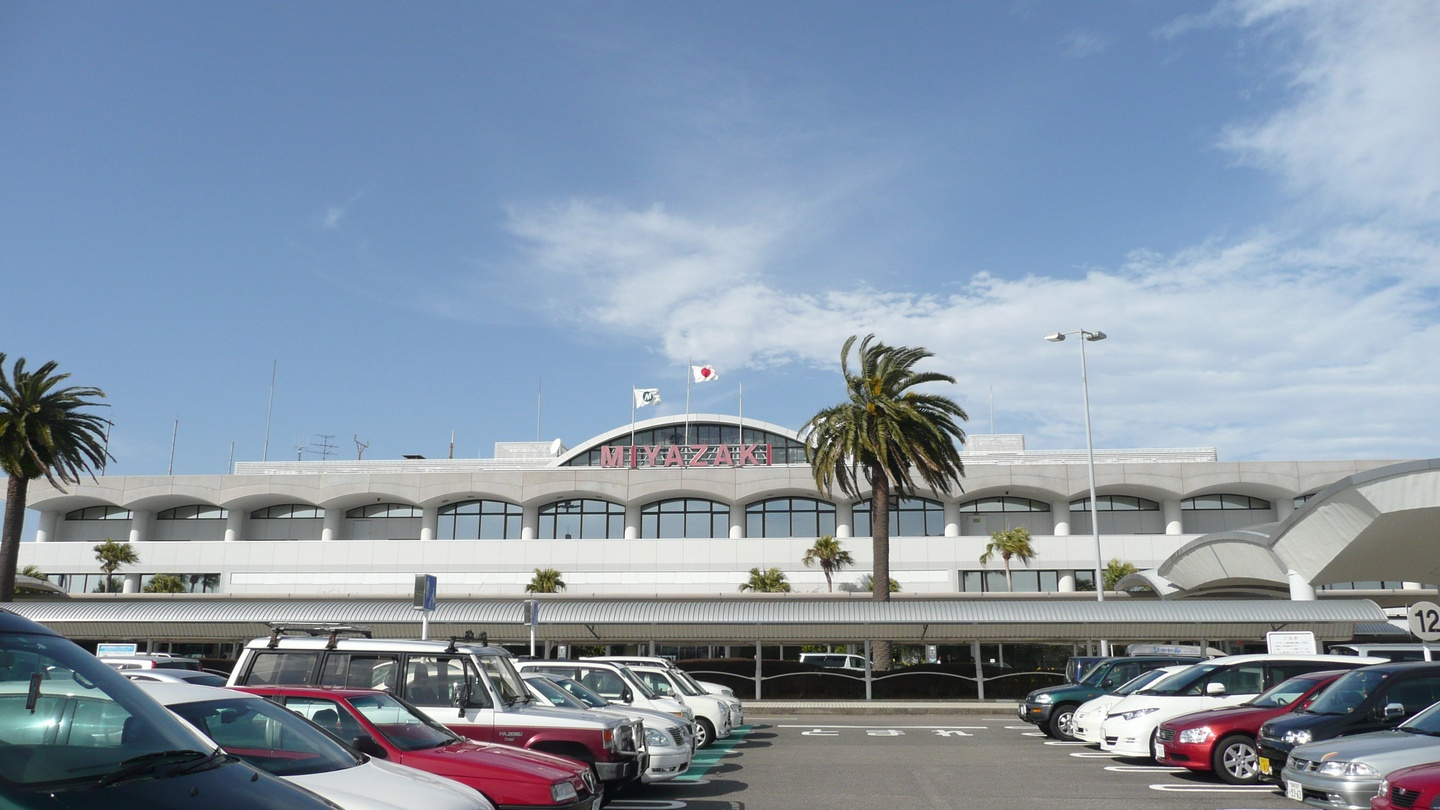
Der Flughafen von Miyazaki
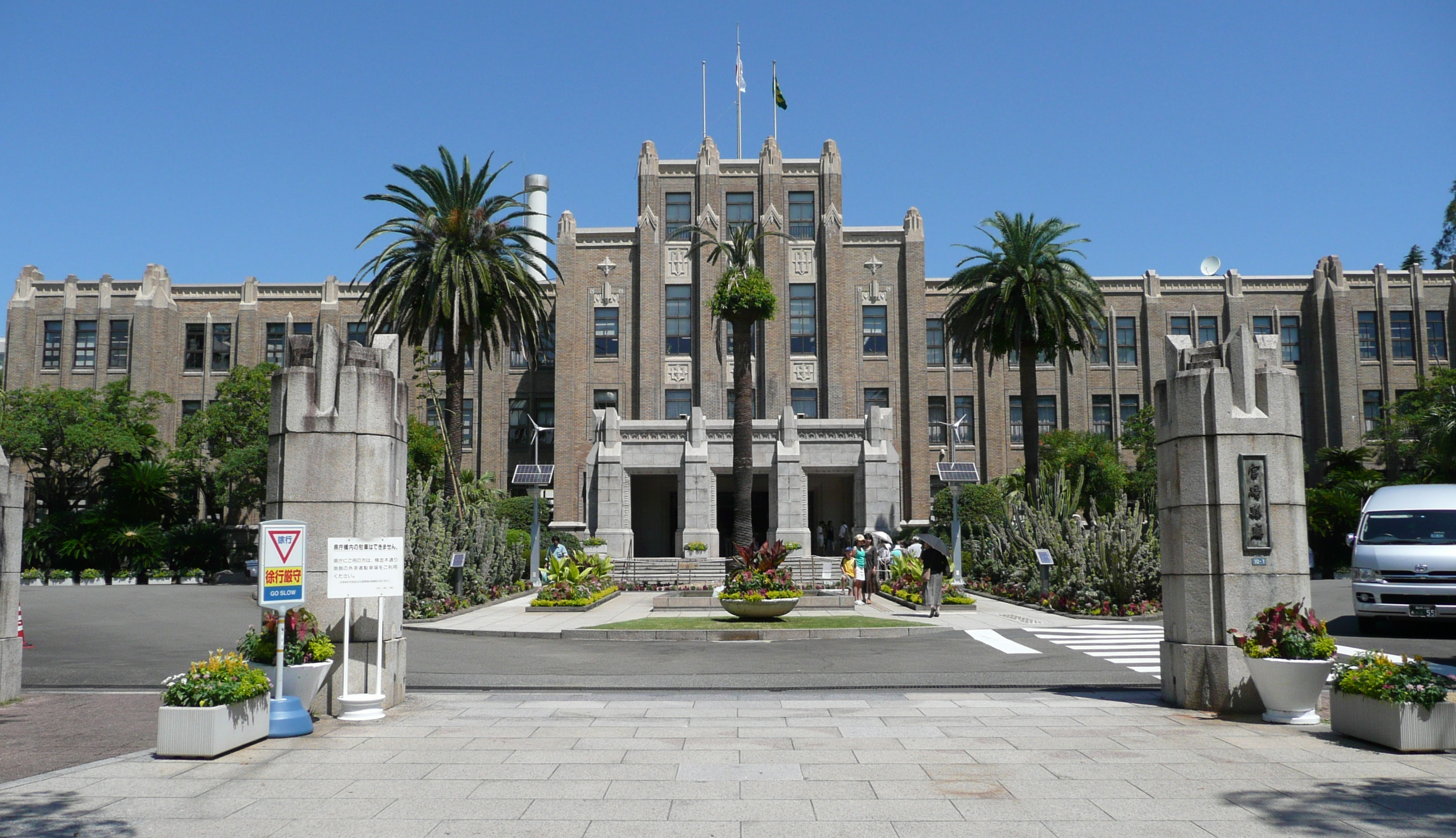
Das 1932 errichtete heutige Hauptgebäude der Präfekturverwaltung.
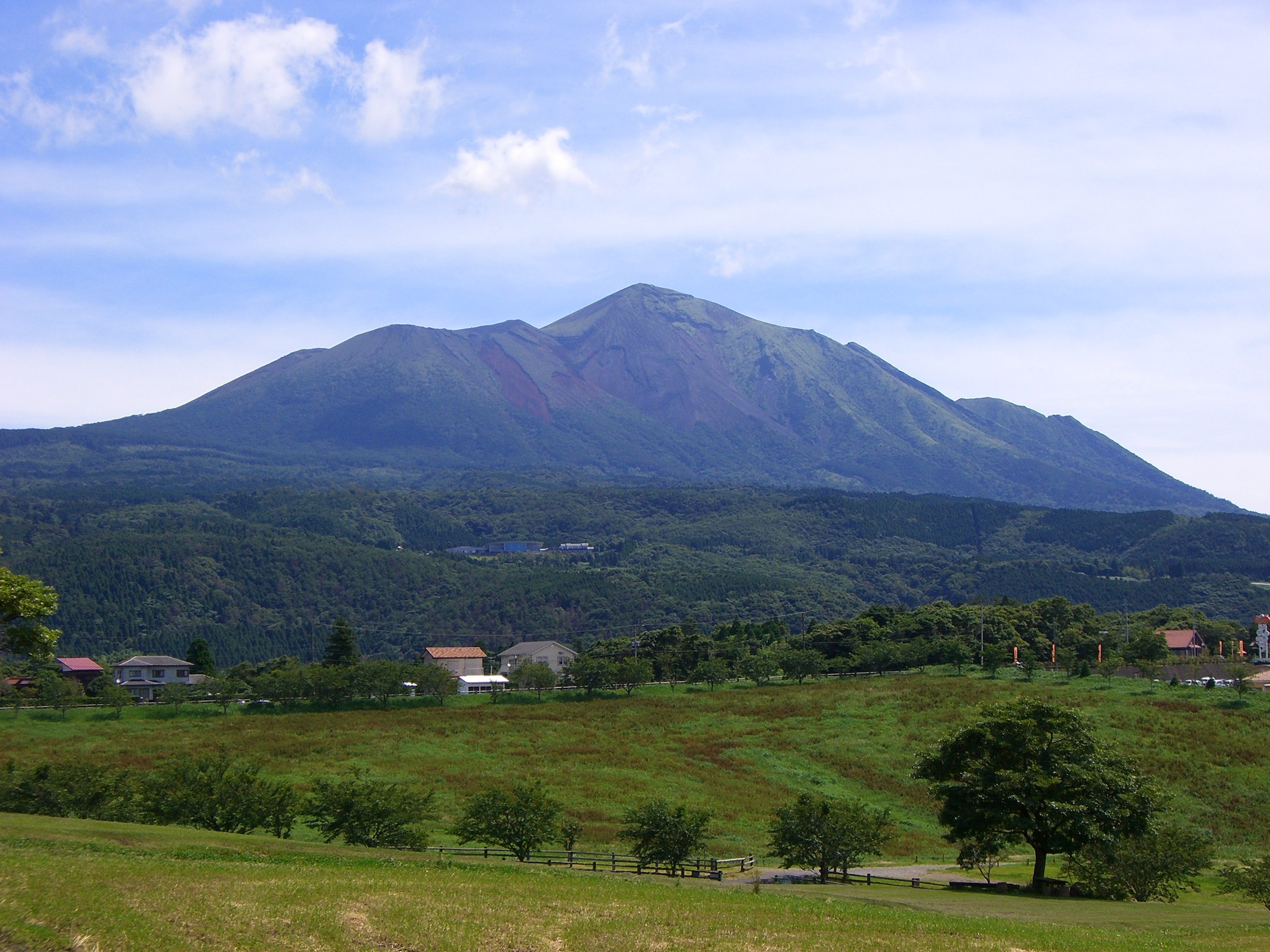
Mount Takachiho (1573 m)
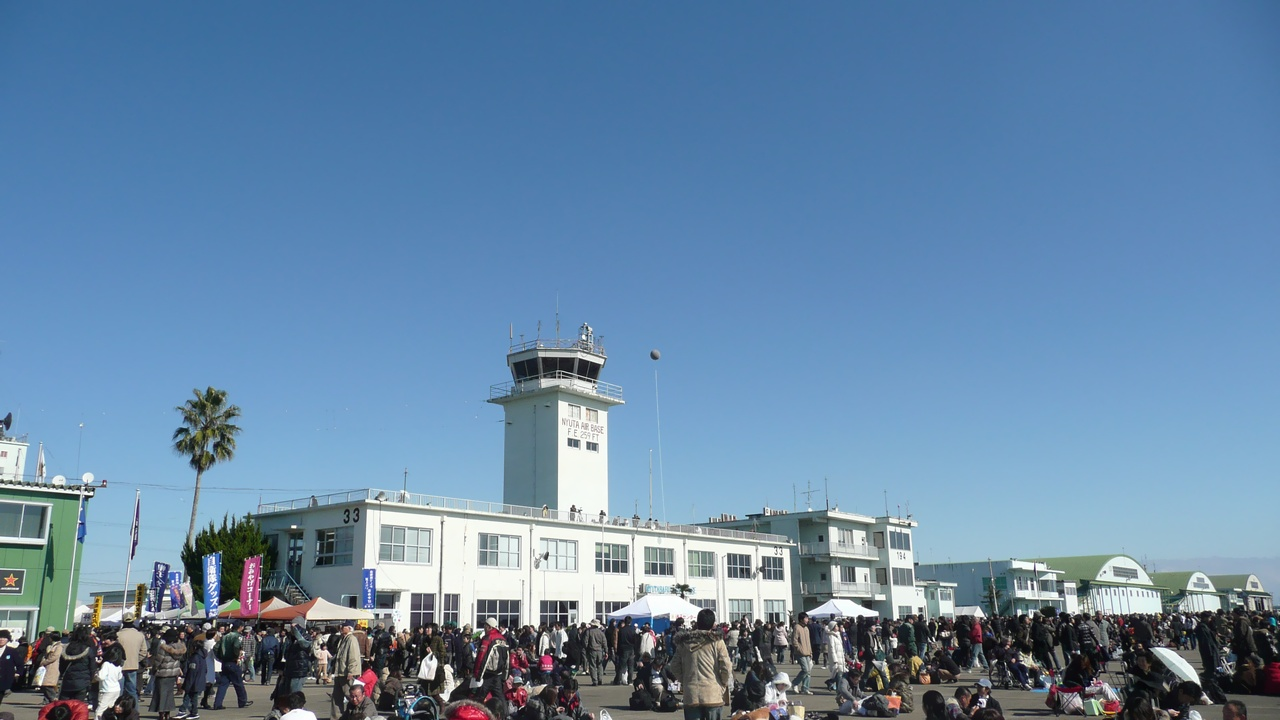
Nyuta Air Base

## Wirtschaft
Landwirtschaft ist der traditionelle Wirtschaftszweig Miyazakis. Dazu gehört die Produktion von Grundnahrungsmitteln wie Gurken und Paprika sowie Mangos und anderen Früchten. Auch die Viehzucht ist ein wichtiger Sektor, ebenso wie die Forstwirtschaft und die Fischerei. Die Präfektur ist ein führender Hersteller von chemischen Düngemitteln, Zellstoff, Kunstfasern und elektronischen Geräten.